# Stary ratusz w Bratysławie

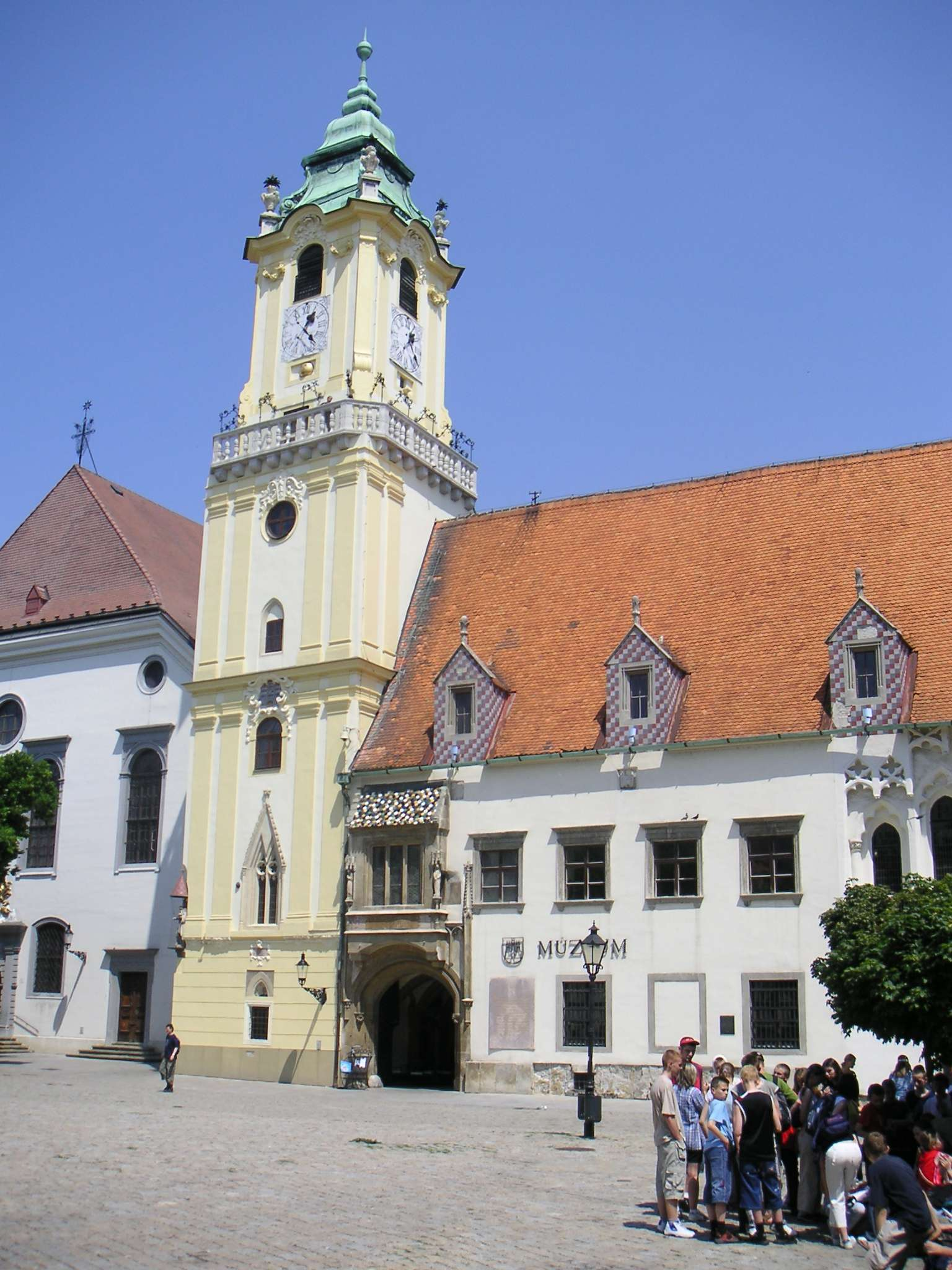
Stary ratusz w Bratysławie

Stary ratusz w Bratysławie (słow. Stará radnica, węg. régi városháza) – jeden z najstarszych budynków w stolicy Słowacji oraz najstarszy ratusz w kraju.

## Historia
Ukończony został w stylu gotyckim pod koniec XV wieku z połączenia dwóch osobnych budynków – domu Jakuba (Jakubov dom) z domem Pawera (Pawerov dom; stary dom mieszczański, wybudowany w 1422 r. przez Hansa Pawera; zachowała się fasada z I połowy XV wieku). W XVI wieku Rada Miejska zakupiła dom Ungera (Ungerov dom) sąsiadujący z ratuszem, a w XIX wieku rokokowy Pałac Apponyiego (Aponiho palác, też Apponyiho palác), wybudowany w latach 1761–1762, który w ostatnich latach przeszedł gruntowny remont.
Jądro ratusza stanowi dom Jakuba (Jakubov dom), wybudowany przez wójta Jakuba (Jakaba) w XIV wieku, ale gotycka wieża powstała prawdopodobnie już wiek wcześniej. Dzisiejsza bryła ratusza jest wynikiem licznych zmian stylistycznych: w 1599 r. w stylu renesansowym (po trzęsieniu ziemi), w XVIII wieku przebudowano wieżę w duchu barokowym, a w 1912 r. stanęło nowe, neogotyckie skrzydło.
Ratusz był używany od XV do XIX wieku (choć pierwsza wzmianka o bratysławskim ratuszu pochodzi z 1370 r.). W tym czasie wykorzystywano go czasem także jako więzienie, mennicę, miejsce handlu i świętowania, a także arsenał i archiwum. Obecnie znajduje się w nim Muzeum Miasta Bratysławy (Múzeum mesta Bratislavy), ukazujące historię Bratysławy.
W różnych okresach roku przed ratuszem odbywają się koncerty, występy, pokazy filmów, a w grudniu Jarmark Bożonarodzeniowy (staromestské vianočné trhy).

## Położenie
Stary ratusz znajduje się pomiędzy głównym placem miasta (Hlavné námestie, przy którym swoją siedzibę mają m.in. ambasady Japonii, Grecji oraz Francji) a Placem prymasowskim (Primaciálne námestie, gdzie stoi m.in. obecna siedziba władz Bratysławy).